# Eric Adjetey Anang

Eric Adjetey Anang es un escultor nacido en Teshie, Ghana, donde vive y trabaja.

## Biografía
En 2001 ha dirigido un proyecto educativo de los ataúdes designados con el museo Gidan Makama Museo de Kano (Nigeria) y Alliance Française de esta ciudad.
En 2005, después de haber terminado sus estudios secundarios, vuelve a manerjar el taller de carpintería Kane Kwei que fue creado por su abuelo. 
En 2009, EAA y sus obras han sido las figuras del clip promocional para la bebida energética Aquarius en el mercado español.
En el mismo año, ha participado en el proyecto Boulevard Amandla en Amberes (Bélgica) y ha organizado una residencia para el artista profesor Michael Deforest durante el verano 2009 en el marco de una colaboración con Oregon College for Arts and Crafts, Portland, EE. UU..
En enero de 2010, E ha participado en el proyecto artístico Please don't move en Teshie, guiado por el fotógrafo francés Guy Hersant.
Esta igualmente implicado un el trabajo de búsqueda antropológica sobre el pueblo Ga con Roberta Boretti y el departamento de historia de la antropología de la universidad de Bolonia en Italia.
A sus 24 años Eric Adjetey Anang ha sido nombrado modelo para la juventud urbana africana en un artículo del Le Monde Diplomatique.
Su trabajo está presente en colecciones públicas y privadas en Europa, Estados Unidos y Canadá.
Eric Adjetey Anang es miembro de la Fundación de Arte Contemporáneo (Ghana) desde 2007, y de la ADAGP desde 2010.

## Exposiciones

### 2009
- Orden público - Museo Real de Ontario, Toronto, Canadá
- Ghana - Ataúdes personalizados documental de 52 minutos. FTV Pôle TV5 / Grand Angle Productions, Francia.
- Emisión para TV sobre el taller El Mundo TV, Madrid, España
- Ghana art Coffins in exhibition in Antwerp, Belgium Artículo en línea sobre la participación del taller en la operación Boulevard Amandla.
- Emisión de radio de 1 hora consagrado al taller y al poeta Nii Aye residente en Londres. Radio Central Amberes
- Encargo de 8 sarcófagos - coleccionista privado, Los Ángeles, EE. UU.

### 2008
- Moment with Mo - emisión para la TV de 1 hora sobre las producciones del taller - M-Net TV. Lagos, Nigeria.
- Encargo de 10 ataúdes, coleccionista privado, Países Bajos
- Interviú de Eric Adjetey Anang. Arte TV, Alemania.